# Гіггстон (Джорджія)
Гіггстон (англ. Higgston) — місто (англ. town) в США, в окрузі Монтгомері штату Джорджія. Населення — 314 особи (2020).

## Географія
Гіггстон розташований за координатами 32°12′58″ пн. ш. 82°27′54″ зх. д. / 32.21611° пн. ш. 82.46500° зх. д. (32.216066, -82.464942).  За даними Бюро перепису населення США в 2010 році місто мало площу 8,17 км², з яких 8,15 км² — суходіл та 0,03 км² — водойми.

## Демографія
Згідно з переписом 2010 року, у місті мешкали 323 особи в 129 домогосподарствах у складі 88 родин. Густота населення становила 40 осіб/км².  Було 151 помешкання (18/км²).
Расовий склад населення:
| - 74,9 % — білих - 20,7 % — чорних або афроамериканців - 4,3 % — осіб інших рас |

До двох чи більше рас належало 0,0 %. Частка іспаномовних становила 4,6 % від усіх жителів.
За віковим діапазоном населення розподілялося таким чином: 29,1 % — особи молодші 18 років, 59,8 % — особи у віці 18—64 років, 11,1 % — особи у віці 65 років та старші. Медіана віку мешканця становила 33,6 року. На 100 осіб жіночої статі у місті припадало 86,7 чоловіків;  на 100 жінок у віці від 18 років та старших — 83,2 чоловіків також старших 18 років.
Середній дохід на одне домашнє господарство  становив 42 240 доларів США (медіана — 25 417), а середній дохід на одну сім'ю — 51 443 долари (медіана — 33 750). За межею бідності перебувало 45,5 % осіб, у тому числі 70,7 % дітей у віці до 18 років та 11,7 % осіб у віці 65 років та старших.
Цивільне працевлаштоване населення становило 158 осіб. Основні галузі зайнятості: роздрібна торгівля — 22,2 %, освіта, охорона здоров'я та соціальна допомога — 20,3 %, будівництво — 11,4 %, сільське господарство, лісництво, риболовля — 11,4 %.